# Mayakulturens matematik

Mayakulturens siffror

Mayakulturens matematik var för sin tid mycket avancerad, liksom deras astronomiska beräkningar. De använde begreppet noll ända från vår tideräknings första århundraden, medan det dröjde nästan tusen år innan denna viktiga uppfinning introducerades i Europa via arabiska köpmän. De var inte heller rädda för att använda stora tal, vilket många av antikens klassiska matematiker var. Med dessa hjälpmedel utformade de en kalender som fyllde deras behov av exakthet.

## Talsystemet
Deras talsystem var vigesimalt, det vill säga baserat på 20 till skillnad från vårt som är decimalt, alltså baserat på 10. Vi har en serie enkla siffror från 1 till 9, olika kombinationer av två siffror från 10 till 99 och olika kombinationer av 3 siffror från 100 till 999. Mayakulturen hade däremot en serie tecken från 1 till 19, en serie kombinationer av dessa från 20 till 399 och ytterligare en från 400 till 7 999 osv.
En nolla skrevs som ett snäckskal, ental från ett till fyra med punkter, från fem till nitton med kombinationer av streck och tal, där ett streck motsvarar fem. När de sedan kombinerade dessa var en punkt över ett tal värt 20, en punkt över två tal värt 400, en punkt över tre tal värt 8 000 o.s.v. De behövde 4 siffertecken för att beteckna tal från 8 000 till 159 999 och med fem siffertecken kom de upp i tal från 160 000 till 3 199 999, vilket i vårt talsystem alltså kräver 7 siffror.

## Tillämpningar
De använde sin matematik som man knappast förväntar sig att något folk på ett så tidigt utvecklingsstadium skulle göra. De använde statistik och matematiska medelvärden och förstod tidigt att de var tvungna att upprepa mätningarna inom astronomi under långa perioder för att få fram exakta data.

### Tideräkning
Huvudartikel: Mayakalendern

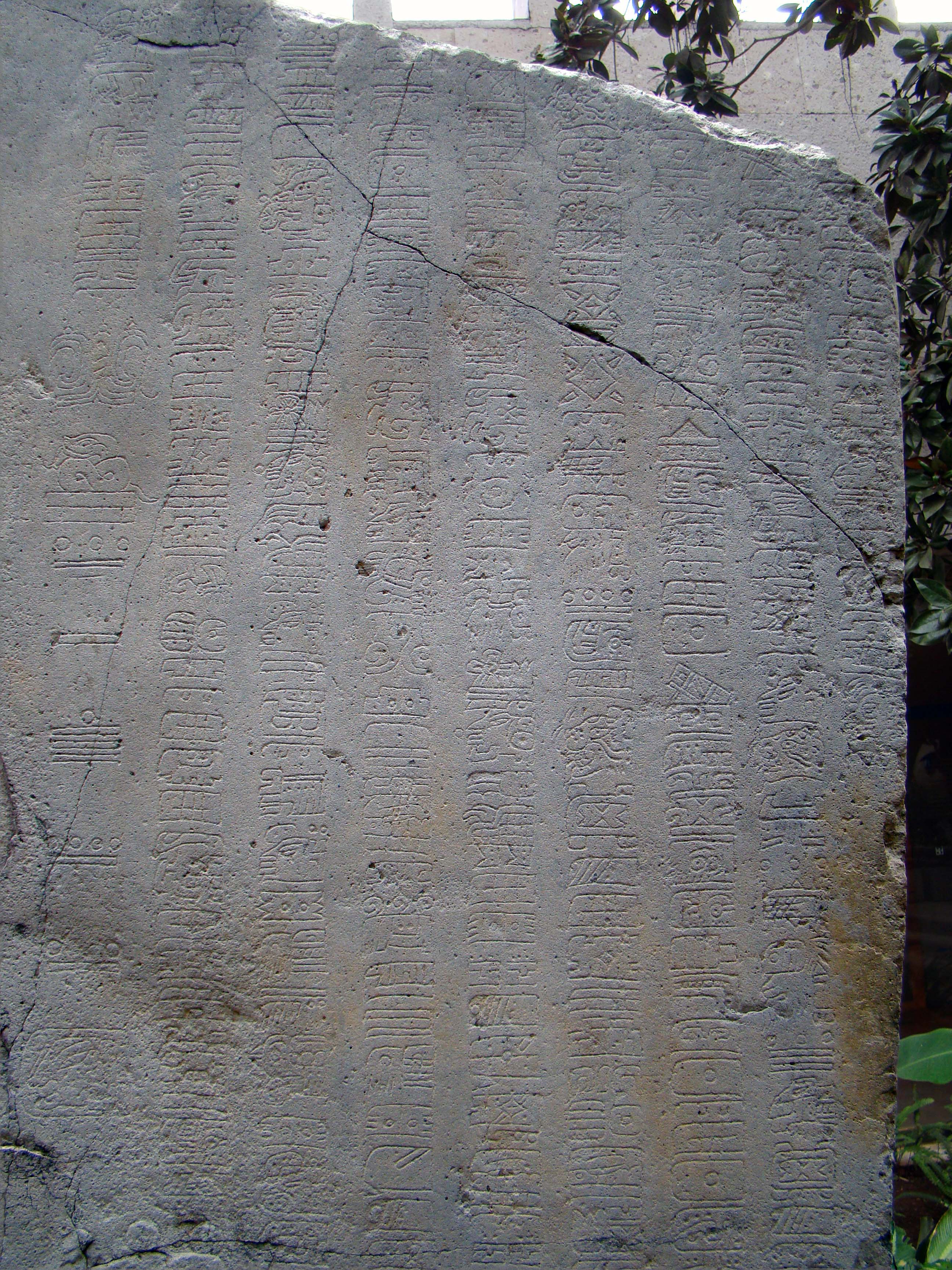
Detalj som visar tre kolumner med glyfer från La Mojarras stele 1. Den vänstra kolumnen är Maya siffror som visar datumet 8.5.16.9.9 enligt Långa räkningen, dvs 156 e. Kr.

I den “Långa räkningen”s del av Mayakalendern, förekommer en variation i den annars strikt vigesimala talföljden. Den Långa räkningen ändras i den tredje positionen; där står inte 20×20 = 400, som man skulle vänta sig, utan 18×20, så att en punkt över två nollor betecknar 360.  360 är ju det ungefärliga antalet dygn under ett år och var den tidsperiod som man använde för längre dateringar.
Mayafolkets solår bestod av 18 "veckor", där vardera innehöll 20 dagar plus fem utfyllnadsdagar. Ett år för dem var 360 dagar och kallades ett tun. 20 tun utgör 7 200 dagar och kallas en katun; 20 katuner utgör 144 000 dagar och kallas en baktun, och så fortsätter det till en period på 23 040 000 000 dagar, som kallas en alautun. Eftersom en alautun var 63 miljoner år, tvekade de inte att göra beräkningar över långa tidsrymder. För en alautun behövdes det 8 tecken, medan vi använder 11 siffror.
Mayakulturen iakttog ett antal olika tidscykler som stod i relation till varandra. Tzolkin var en traditionell period om 260 dagar knuten till jordbruket och det religiösa året. En Venuscykel om 5 stycken synbara kretslopp hade man liksom andra folk noterat tog 8 år.

### Astronomiska observationer
Mayas kunniga astronomer var mycket skickliga på att följa planeternas och stjärnornas banor utan några optiska instrument. De använde sig i stället av syftlinjer mellan kanter på byggnader och föremål i terrängen. Deras fantastiska arkitektur hade alltså även syftet att skapa möjligheter att hålla reda på tidens gång och därmed gudarnas förehavanden. Mayafolkets byggnadsverk utformades med stor precision i samspel med de väl synliga himlakropparna, vilket pyramiderna på flera håll vittnar om. Byggnaders väderstreck och skuggornas vandring över öppna ytor gav syftlinjer till solen, efter vilket bland annat datum i Mayas kalenderår kunde kalibreras.
Mayaastronomerna observerade också Venus under 384 års tid och kunde då fastställa att Venus synodiska omloppstid hade ett medelvärde på 584 dygn. Moderna beräkningar ger värdet 583,92 dygn, en skillnad på endast 12 sekunder per dygn. Att de kunde fastställa så exakta beräkningar utan någon tidmätare förutom timglaset eller vattenuret och utan några optiska instrument är mycket imponerande. 
En anledning till att de gjorde så många beräkningar om just Venus är att den är den klarast lysande planeten och att den kan ses redan innan solen har gått ner. Venus hade dessutom en stor religiös betydelse för mayakulturen - den representerade guden Kukulcan.
I Chichen Itza finns det senaste av deras många observatorier och andra mätpunkter utförda efter noggranna beräkningar av speciella tidpunkter och celesta händelser. Man har funnit att alla uträkningar var mycket exakta, trots att deras mätinstrument inskränkte sig till syftlinjer mellan byggnadsdelar och föremål i terrängen.